# Nycteribia rothschildi
Nycteribia rothschildi är en tvåvingeart som beskrevs av Oskar Theodor 1967. Nycteribia rothschildi ingår i släktet Nycteribia och familjen lusflugor. Inga underarter finns listade i Catalogue of Life.